# Paul J. Selva
Le general Paul J. Selva, né le 27 septembre 1958 à Biloxi dans le Mississippi, a été vice-chef d'État-Major des armées des États-Unis de 2015 à 2019. Officier général de l'United States Air Force, il était donc le deuxième militaire le plus haut gradé de l'armée américaine.

## Biographie
Paul J. Selva a été diplômé en ingénierie de la United States Air Force Academy au cours de l'année 1980. La même année, il a été formé au pilotage au sein de la base aérienne de Reese à proximité de Lubbock dans le Texas. Comme second lieutenant le 28 mai 1980 à l'issue de sa formation, il a été affecté au 917th Air Refueling Squadron (en). Il a également été diplômé en 1984 de l'Abilene Christian University en management et relations humaines.
Pilote d'avions de transport, il a notamment manœuvré des C-5 Galaxy, C-17 Globemaster III, C-141 Starlifter, les avions ravitailleurs KC-10 Extender, KC-135 Stratotanker mais aussi des C-37 et des T-37 Tweet comme instructeur, poste qu'il a occupé entre 1984 et 1988 au 32nd Air Refueling Squadron et entre 1992 et 1994 au 9th Air Refueling Squadron. Il a totalisé plus de 3 100 heures de vol.
Après diverses affectations, il a intégré l'Air Command and Staff College duquel il a reçu un diplôme en 1992. La même année, il obtint un master en sciences politiques à l'Université d'Auburn.
Lieutenant-colonel le 1er mars 1994, il a reçu le commandement du 9th Air Refueling Squadron en juin 1994. Promu colonel en septembre 1998, brigadier général en janvier 2004, major général en 2007, lieutenant général en 2008 puis général le 29 novembre 2012, il a été nommé commandant du Air Mobility Command en 2012. D'octobre 2008 à octobre 2011, il fut l'un des assistants du Chef d'État-Major des armées Michael Mullen et conseiller militaire de la Secrétaire d'État Hillary Clinton,. Transféré comme commandant du Transportation Command en mai 2014, il a finalement été nommé Vice-chef d'État-Major des armées des États-Unis en mai 2015 avant d'être confirmé par le Sénat en août de la même année. Il a succédé à l'amiral James A. Winnefeld, Jr.. Sa rapide progression a été soulignée par divers médias. Il a pris sa retraite en juillet 2019.
Il est marié à Ricki Selva qu'il a rencontrée à l'Air Force Academy.

## Promotions

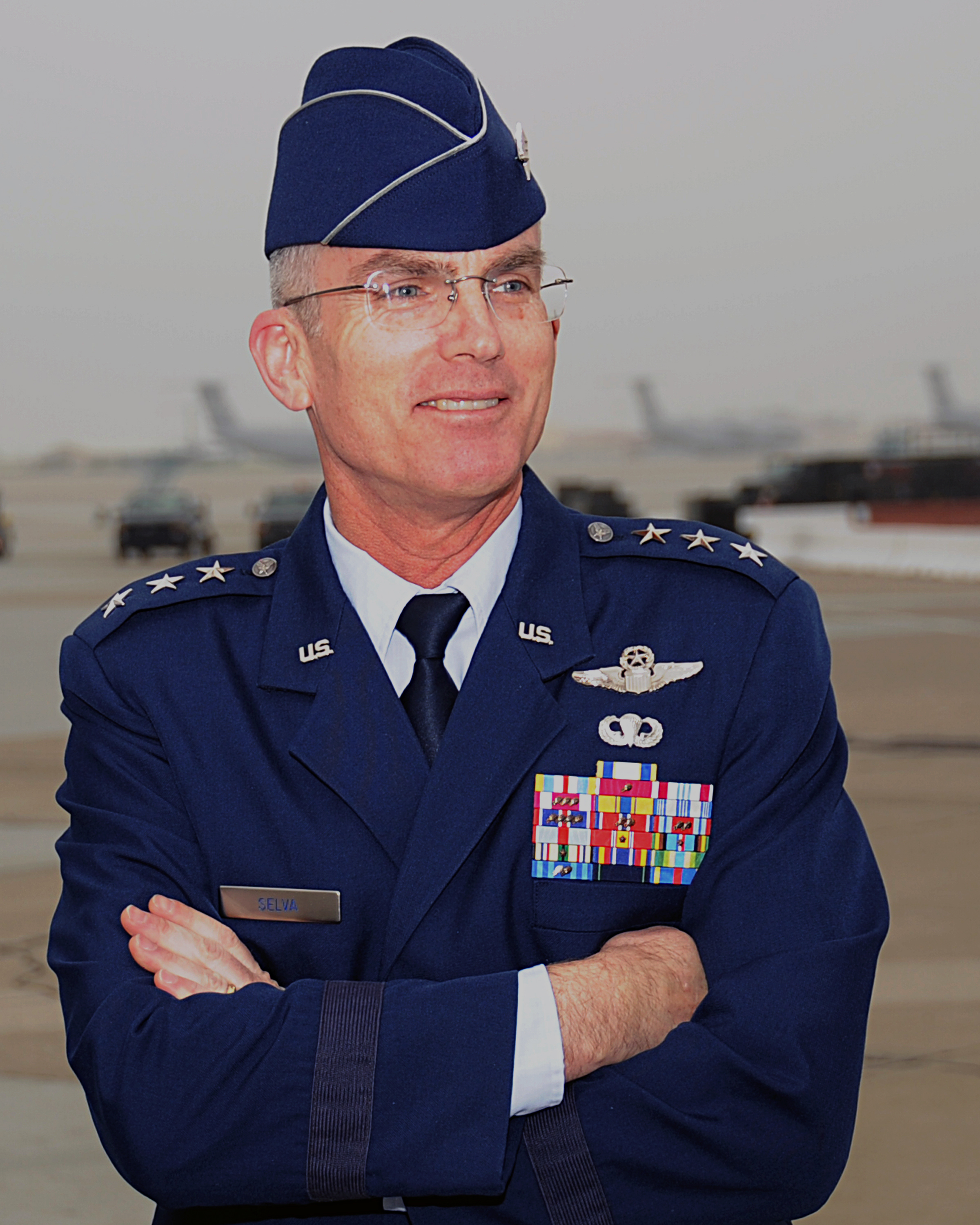
Paul J. Selva alors lieutenant général en janvier 2010.

- 28 mai 1980 : second lieutenant
- 28 mai 1982 : premier lieutenant
- 28 mai 1984 : capitaine
- 1er janvier 1990 : major
- 1er mars 1994 : lieutenant-colonel
- 1er septembre 1998 : colonel
- 1er janvier 2004 : brigadier général
- 2 juin 2007 : major général
- 8 octobre 2008 : lieutenant général
- 29 novembre 2012 : général

## Distinctions
| | Defense Distinguished Service Medal                                                        |
| Bronze oak leaf cluster | Air Force Distinguished Service Medal avec une feuille de chêne en bronze                  |
| | Defense Superior Service Medal                                                             |
| Bronze oak leaf cluster · Bronze oak leaf cluster · Width-44 crimson ribbon with a pair of width-2 white stripes on the edges | Legion of Merit avec deux feuilles de chêne en bronze                                      |
| | Defense Meritorious Service Medal                                                          |
| Bronze oak leaf cluster · Bronze oak leaf cluster · Bronze oak leaf cluster · Width-44 crimson ribbon with two width-8 white stripes at distance 4 from the edges. | Meritorious Service Medal avec trois feuilles de chêne en bronze                           |
| | Air Force Commendation Medal                                                               |
| | Air Force Achievement Medal                                                                |
| | Joint Meritorious Unit Award                                                               |
| Bronze oak leaf cluster · Bronze oak leaf cluster · Bronze oak leaf cluster · Bronze oak leaf cluster | Air Force Outstanding Unit Award avec quatre feuilles de chêne en bronze                   |
| Bronze oak leaf cluster · Bronze oak leaf cluster · Bronze oak leaf cluster · Bronze oak leaf cluster | Air Force Organizational Excellence Award avec quatre feuilles de chêne en bronze          |
| | Department of State Distinguished Honor Award                                              |
| Bronze oak leaf cluster · Bronze oak leaf cluster | Combat Readiness Medal avec deux feuilles de chêne en bronze                               |
| | Air Force Recognition Ribbon                                                               |
| Bronze star · Width=44 scarlet ribbon with a central width-4 golden yellow stripe, flanked by pairs of width-1 scarlet, white, Old Glory blue, and white stripes | National Defense Service Medal avec une service star en bronze                             |
| Bronze star | Armed Forces Expeditionary Medal avec une service star en bronze                           |
| Bronze star · Width-44 ribbon with the following stripes, arranged symmetrically from the edges to the center: width-2 black, width-4 chamois, width-2 Old Glory blue, width-2 white, width-2 Old Glory red, width-6 chamouis, width-3 myrtle green up to a central width-2 black stripe | Southwest Asia Service Medal avec une service star en bronze                               |
| | Global War on Terrorism Service Medal                                                      |
| | Armed Forces Service Medal                                                                 |
| Silver oak leaf cluster · Bronze oak leaf cluster · Bronze oak leaf cluster · Bronze oak leaf cluster | Air Force Longevity Service Award avec quatre feuilles de chêne en bronze et une en argent |
| | Navy Pistol Marksmanship Ribbon                                                            |
| | Air Force Training Ribbon                                                                  |